# غراهام أندرسون
غراهام أندرسون هو مؤرخ كندي، ولد في 8 أبريل 1929، وتوفي في 18 نوفمبر 2012.